# Крджич, Слободан
Слободан Добривое Крджич (серб. Слободан Добривоје Крџић / Slobodan Dobrivoje Krdžić; 6 февраля 1974, Чачак — 2 июня 1999, Беланица) — рядовой вооружённых сил Союзной Республики Югославии, заместитель командира разведывательно-диверсионной роты 252-й Кралевской бронетанковой бригады (в/ч 8977).

## Биография
Родился 6 февраля 1974 года в городе Чачак. Родители — Добривое и Лиляна, также у него были брат Радиша, дед Миленко и бабка Даринка. Участвовал в Косовской войне, занимал должность заместителя командира разведывательно-диверсионной роты в 252-й Кралевской бронетанковой бригаде. Характеризовался сослуживцами как физически мощный и отважный боец.
2 июня 1999 года участвовал в операции против сил Армии освобождения Косово, окопавшихся в деревне Беланица недалеко от села Малишево (центральная часть Косово). В операции участвовала группа русских добровольцев в составе разведывательной роты 252-й бригады. В ходе операции «Крджа», вооружённый снайперской винтовкой, занял чердак одного из домов и из неё застрелил одного из бойцов АОК, который находился с другой стороны дома, прячась за стенами.
Во время боя наиболее плотный огонь албанцы вели из построек, находившихся в глубине села, и с позиций в здании начальной школы. Командир разведгруппы «Тарра», Крджа и один русский доброволец решили спуститься с чердака на нижний этаж, где намеревались занять позиции, чтобы не подпускать албанцев к дому (на чердаке остались ещё трое русских добровольцев, вооружённые снайперской винтовкой и пулемётом). Бойцы со «снайперками» встали с двух сторон чердака, а посередине расположился пулемётчик, который после ухода Крджи и «Тарры» расположился у окна. Вскоре албанцы приблизились к дому на расстояние 50—100 м, открыв шквальный огонь из десятка автоматов. «Тарра», «Крджа» и ещё один русский поднялись на чердак дома, приняв бой против превосходящего по численности противника.
В разгар боя прогремел громкий взрыв, в результате которого русские добровольцы и командир «Тарра» были контужены и разбросаны ударной волной. Крджич получил серьёзные осколочные ранения в грудь, которые были вызваны попаданием, как позже было установлено, кумулятивной гранаты из гранатомёта «Золя»: она угодила в окно чердака, у которого он сидел. Ранения оказались смертельными. По приказу «Тарры» бойцы вынесли тело Крджича, сняв с него всё тактическое снаряжение и бронежилет.
Крджич был посмертно награждён орденом «За заслуги в области обороны и безопасности» I степени.
15 февраля 2020 года скупщина города Чачак постановила присвоить имя Слободана Крджича новой улице под номером 190 в городе Чачак. Имена уроженцев Чачака, погибших в вооружённых конфликтах в Югославии в 1991—1999 годах, были присвоены 26 улицам.